# Parturient montes, nascetur ridiculus mus
La locuzione latina Parturient montes, nascetur ridiculus mus, tradotta letteralmente, significa: "I monti avranno le doglie del parto, nascerà un ridicolo topo" (Orazio, Ars poetica, verso 139).
Il poeta critica quegli scrittori che promettono mari e monti (opere di grande qualità), e poi non sanno mantenere le promesse fatte. La frase è divenuta proverbiale, e si utilizza per dire, in tono sarcastico, anche in italiano: "La montagna ha partorito (o partorirà) un topolino" per indicare che un evento è stato (o finirà con l'essere) di gran lunga inferiore alle attese.
Il verso è spesso citato in forma un po' diversa, con parturiunt (presente) invece di parturient (futuro): "I monti hanno..." Si noti, in ogni caso, che il verbo parturire non significa "partorire" (che sarebbe in latino pàrere), ma, come verbo desiderativo, "aver voglia di partorire", e quindi "avere i dolori del parto".
Orazio allude qui a una favola d'Esopo, che sarà poi imitata anche da Fedro.